# Olivia Sanabia
Olivia Shae Sanabia (Corona, California; 13 de abril de 2003) es una actriz y cantante estadounidense, conocida sobre todo por su papel principal como Kelly Quinn en la serie original de Amazon Una pizca de magia, y por interpretar a Charlotte Wrather en la serie original de Disney Channel Coop y Cami.

## Biografía

### Primeros años
Sanabia nació el 13 de abril de 2003, en Corona, California. Su primera vez en la actuación fue en teatro musical a los seis años de edad. Ha hecho interpretaciones de títulos notables como Annie (como Annie), Anastasia, Seussical, Fiddler on the Roof y muchos más. Hizo una publicidad junto a Jennifer Garner a la edad de 8 años. Ha aparecido en numerosos comerciales para compañías como Disney, Nickelodeon y Ford.

### Actuación
Ha sido estrella invitada en series de televisión como Incredible Crew, Extant, Sam & Cat y Birthday Boys. Protagonizó como Kelly Quinn la serie de televisión de Amazon Studios, Una pizca de magia por la que fue nominada a un Young Artist Award por Mejor Actuación en una serie de televisión. Actualmente interpreta a Charlotte Wrather en la serie de Disney Channel, Coop y Cami.

### Música
El 22 de noviembre de 2019, lanzó su sencillo debut llamado "Stars Crossed". El video musical del sencillo fue lanzado el 28 de noviembre del mismo año y fue codirigido por ella. En 2020, grabó y lanzó un sencillo llamado "The Train". En noviembre de 2021, Sanabia escribió y lanzó su primer sencillo navideño original llamado "Evergreen".

## Filmografía

### Películas
| Año  | Título                        | Personaje    | Notas                    |
| ---- | ----------------------------- | ------------ | ------------------------ |
| 2022 | A Nashville Country Christmas | Anna         | Película para televisión |
| 2023 | Birthright Outlaw             | Serena       |                          |
| 2024 | Homestead                     | Claire Ross  |                          |
| TBA  | The One                       | Alexis       |                          |
| TBA  | Day Six                       | Miriam Scott |                          |

### Televisión
| Año       | Título                       | Personaje         | Notas                                                       |
| --------- | ---------------------------- | ----------------- | ----------------------------------------------------------- |
| 2012      | Incredible Crew              | Hermanita         | Episodio: "Pancake Genie"                                   |
| 2013-2014 | The Birthday Boys            | Hija              | Episodios: "Catching Up on Shows" (2013), "Freshy's" (2014) |
| 2014      | Sam & Cat                    | Millie            | Episodio: #BlooperEpisode                                   |
| 2014      | Extant                       | Rebecca           | Episodio: Wish You Were Here                                |
| 2015      | Nicky, Ricky, Dicky & Dawn   | Jill Milbank      | Episodio: "Family Matters"                                  |
| 2015      | Life in Pieces               | Kylie             | Episodio: Ponzi Sex Paris Bounce                            |
| 2016-2019 | Una pizca de magia           | Kelly Quinn       | Protagonista                                                |
| 2018-2020 | Coop y Cami                  | Charlotte Wrather | Papel principal                                             |
| 2020      | Just Add Magic: Mystery City | Kelly Quinn       | Episodios: "Just Add Waffles", "Just Add Goodbyes"          |
| 2021      | Country Comfort              | Luanne            | Episodio: "Summer Lovin'"                                   |
| 2021      | Colin in Black & White       | Hailey            | Episodio: "Crystal"                                         |
| 2022      | This Is Us                   | McKenna           | Episodio: "Four Fathers"                                    |
| 2023      | That '90s Show               | Serena            | Episodios: "Step by Step", "The Birthday Girl"              |
| 2023      | NCIS                         | Serena Zawadski   | Episodio: "The Stories We Leave Behind"                     |
| 2024      | Homestead: The Series        | Claire Ross       | Episodios: "The Wolves Circle", "The Serpent Strikes"       |

## Teatro
| Año  | Producción             | Papel      | Teatro                    |
| ---- | ---------------------- | ---------- | ------------------------- |
| 2019 | A Snow White Christmas | Snow White | Pasadena Civic Auditorium |

## Discografía

### Sencillos
| Título        | Año  | Álbum         |
| ------------- | ---- | ------------- |
| Stars Crossed | 2019 | Solo sencillo |
| The Train     | 2020 | Solo sencillo |
| Evergreen     | 2021 | Solo sencillo |

## Premios y nominaciones
| Año  | Premio                   | Categoría                                                            | Trabajo                         | Resultado | Ref.   |
| ---- | ------------------------ | -------------------------------------------------------------------- | ------------------------------- | --------- | ------ |
| 2016 | 37th Young Artist Awards | Mejor actuación en una serie de televisión - Mejor actriz joven      | Una pizca de magia              | Nominada  | [ 13 ] |
| 2016 | 37th Young Artist Awards | Mejor actuación en un comercial de televisión - Actor o actriz joven | Dairy Queen Rolo Minis Blizzard | Nominada  | [ 13 ] |